# Compagnie des Bauxites de Guinée

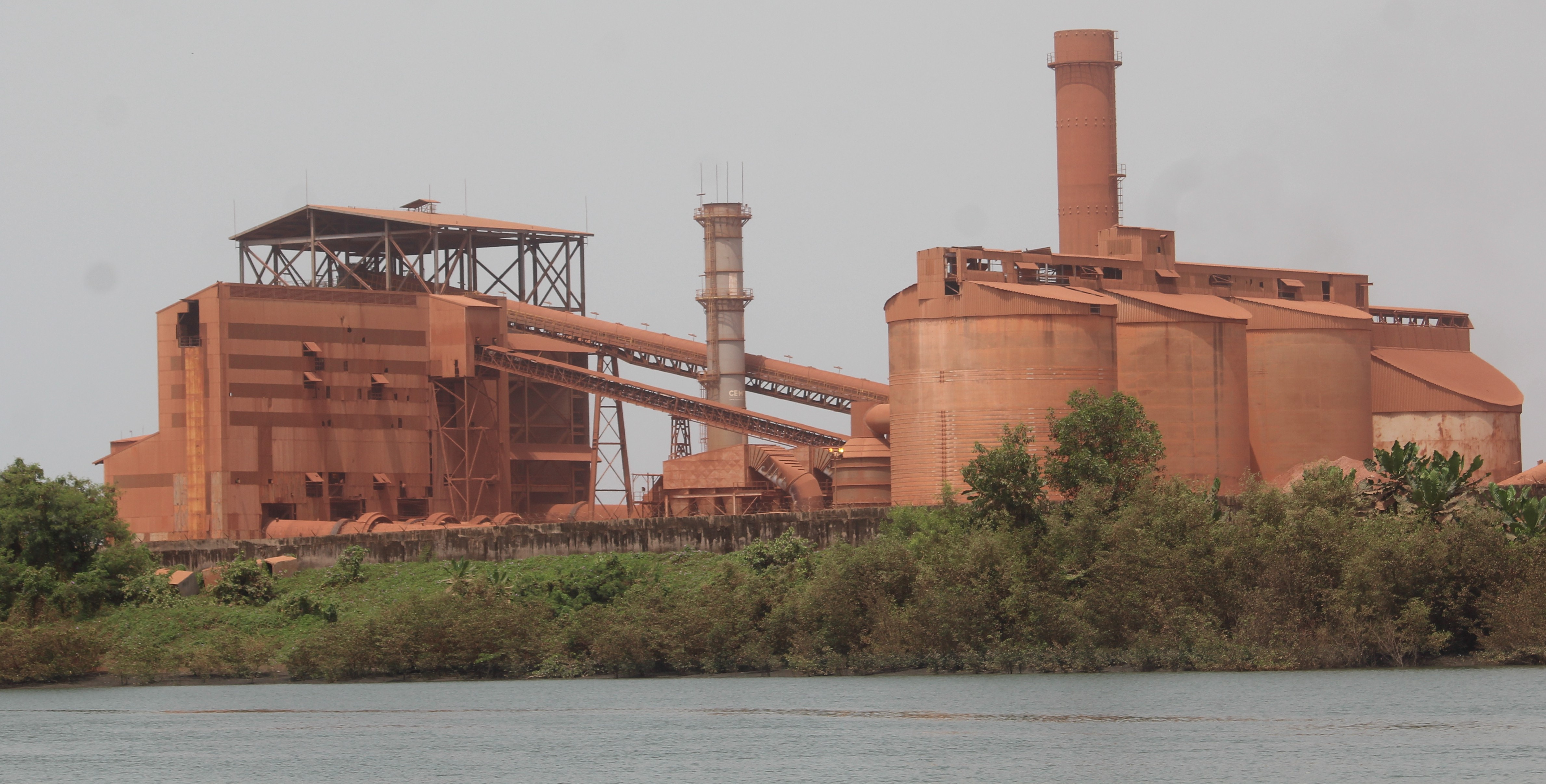
CBG in Kamsar

Die Compagnie des bauxites de Guinée (CBG) ist das zweitgrößte Bauxitabbau-Unternehmen in Guinea, dem Land mit der weltweit zweitgrößten Bauxitproduktion und den weltweit größten Bauxitreserven.
Seit 1963 fördert CBG Bauxit, im Tagebau von Sangarédi, Silidara und N’Dangara (Region Boké) sowie Bidikoum (Region Kindia). Der Konzern gehört zu 49 % dem guineischen Staat und zu 51 % dem US-amerikanischen Konsortium Harvey Aluminium Company (HALCO), an dem wiederum die amerikanische Bergbaufirma Alcoa und die australisch-britische Rio Tinto Group, zwei der weltweit größten Aluminiumproduzenten, jeweils 45 % und die Firma DADCO Alumina & Chemicals 10 % der Geschäftsanteile halten.

## Bauxit-Bergbau in Guinea
Die Bauxitproduktion auf guineischem Territorium begann in den 1930er Jahren auf den Los-Inseln, fortgesetzt seit den 1950er Jahren durch das französische Unternehmen Société des Bauxites du Midi, einer Tochtergesellschaft von Alcan. Der Bauxit-Export begann 1973.
Guinea hat nach heutigem Wissensstand die weltweit größten Reserven an Bauxit und ist nach Australien das zweitgrößte Bauxitabbauland.
Im Jahr 2020 hat Guinea 87,8 Millionen Tonnen Bauxit produziert und davon 94 % exportiert (mehr als 82,5 Millionen Tonnen; 4,1 Milliarden US-Dollar Umsatz).
Mehr als 50 % der chinesischen und mehr als 90 % der deutschen Bauxit-Importe kommen aus Guinea (Stand 2020).
CBG ist heute (Stand 2020) mit einer Jahresproduktion von 17,9 Millionen Tonnen Bauxit das zweitgrößte der neun guineisischen Bauxitabbau-Unternehmen – nach dem Unternehmen Société minière de Boké (SMB), das 2014 gegründet wurde und von der China Hongqiao Group kontrolliert wird.
Die Konzession der CBG für den Bauxitabbau in Sangarédi umfasst 690 Quadratkilometer.
Von den jährlich 3,4 Millionen Tonnen deutscher Bauxit-Importe wurden 2020 mindestens 2,3 Millionen Tonnen pro Jahr (d. h. 68 %) an die Aluminium Oxid Stade GmbH geliert, die der DADCO Alumina & Chemicals, einem der Eigner von DBG, gehört.

## Umwelt- und Sozialprobleme
Der Flächen- und Wasserverbrauch beim Bauxitabbau ist sehr hoch. Im Umfeld der fünf Gruben der CBG in Sangarédi beklagten 13 Gemeinden bei der Weltbank "Landraub und die Vernichtung ihrer Lebensgrundlagen: Brunnen und Quellen sind versiegt oder durch Dreck und Sedimente unbrauchbar geworden. Frauen müssen immer weitere Wege zurücklegen, um Wasser zu holen. Die Artenvielfalt schwindet und mit ihr Arzneipflanzen, seltene Tier- und Vogelarten. Nutztiere haben kaum Überlebenschancen. Roter Staub, der durch die Bergbauaktivitäten entsteht, macht Äcker und Gärten unbrauchbar, dringt in Häuser und macht Menschen krank."
Sangarédi mit dem größten von CBG betriebenen Tagebau liegt mitten in einer artenreichen Gegend mit Trockenwäldern, Grasland und Buschsavanne, wo stark bedrohte Arten wie Schimpansen, Leoparden und Schuppentiere leben. 1990 bis 2020 ist die Population der Schimpansen in Westafrika von 190.00 auf 35.000 Tieren um vier Fünftel geschrumpft.
Die Bundesregierung Deutschland gewährte 2016 für die Erweiterung der Sangarédi-Mine von CBG eine Kreditgarantie, um die Bauxitlieferung von CBG für die Aluminiumherstellung in Deutschland sicherzustellen, ohne diese jedoch hinreichend an die menschenrechtlichen Sorgfaltspflichten zu binden, wie 2021 im Deutschen Bundestag kritisch hinterfragt wurde.